# Melinaea zaneka
Melinaea zaneka är en fjärilsart som beskrevs av Butler 1870. Melinaea zaneka ingår i släktet Melinaea och familjen praktfjärilar. Inga underarter finns listade i Catalogue of Life.